# Mikhaïl Kononov
Pour les articles homonymes, voir Kononov.
Mikhaïl Ivanovich Kononov (en russe : Михаил Иванович Кононов), né le 25 avril 1940 à Moscou et mort le 16 juillet 2007 dans la même ville, est un acteur soviétique.

## Biographie
Mikhaïl Kononov débute la scène au théâtre amateur alors qu'il est encore à l'école. En 1963, il est diplômé de l'école supérieure d'art dramatique Mikhaïl Chtchepkine et est admis au Théâtre Maly. Toutefois en 1968, après cinq ans de théâtre, il quitte définitivement la scène.
L'image typique de son héros au cœur simple commence à prendre forme en 1961, dès son premier film Notre ami commun, et par après, dans la tragi-comédie révolutionnaire de 1966 Chef de la Tchoukotka (Natchalnik Tchoukotki). Il travaille aussi au doublage de films et dessins animés.
Parmi ses meilleurs rôles, on retrouve Fomka dans le drame historique Andreï Roublev d'Andreï Tarkovski (1966), Aliocha dans Pas de gué dans le feu de Gleb Panfilov (1967), l'instituteur Severov dans La Grande Récréation (ru) d'Alexeï Korenev (1973).
Dans les dernières années de sa vie, Mikhaïl Kononov apparaît rarement au cinéma. Il rejette plusieurs rôles qu'il considère comme étant mineurs. Il termine la rédaction de son livre de souvenirs, mais ne trouve aucun éditeur pour le publier.
Mikhaïl Kononov meurt après une longue et douloureuse maladie le 16 juillet 2007 à Moscou. Il est enterré au cimetière Vagankovo.

## Filmographie
- 1963 : Trains du matin (Utrenniye poyezda) de Frounze Dovlatian : invité au mariage (non crédité)
- 1964 : Adieu, les gosses ! (До свидания, мальчики) de Mikhaïl Kalik : Viktor
- 1964 : Le Premier Trolleybus (Pervyy trolleybus) de Isidore Annenski : Kolia
- 1966 : Andreï Roublev d'Andreï Tarkovski : Fomka (ou Foma), moine
- 1967 : Chef de la Tchoukotka de Vitali Melnikov : Alexeï Bytchkov
- 1968 : Pas de gué dans le feu (V ogne broda net) : Aliocha
- 1969 : Girouette blanche (Belyy flyuguer) de David Kocharyan : Vassili Kroutogorov
- 1969 : Garçons (Malchichki) d'Ayan Shakhmaliyeva et Leonid Makarytchev : Gocha
- 1969 : À la guerre comme à la guerre (Na voyne, kak na voyne) : Alexandre Malechkine
- 1970 : Le Début (Natchalo) de Gleb Panfilov : Pavlik
- 1971 : C'est une plaisanterie ? (Choutite?) de Valentin Morozov : Kirill, l'étudiant (épisode "Choutite?")
- 1971 : Tiens-toi aux nuages (Держись за облака) de Péter Szász et Boris Grigoriev : Sokolov
- 1972 : Koltsa Almanzora : Zenziver
- 1972 : Pyatnadtsataya vesna : officier allemand
- 1972 : Krasnyye ptchyoly : Vassili
- 1973 : Zdravstvuy i prochtchay : Mitia, mari d'Alexandra
- 1974 : Otkrytiye : le jeune Sergueï Yourytchev
- 1974 : Odnazhdy letom
- 1975 : Moï doroguiye : Volodia
- 1975 : Kapitan Nemo : Konsel
- 1976 : Povest o neïzvestnom aktyore]' : Piotr Strijov
- 1976 : Poka byut tchassy
- 1976 : 72 gradussa nizhe nulya : Anton Jmourkine
- 1976 : Finist - Yasnyy sokol : Yachka
- 1977 : Vingt jours sans guerre (Dvadtsat dney bez voyny) d'Alekseï Guerman : Roubtsov
- 1978 : [yubov i yarost
- 1978 : La Forteresse (Krepost) de Vasile Pascaru : épisode
- 1979 : Tayozhnaya povest : Akim
- 1979 : Sibériade (Sibiriada) d'Andreï Kontchalovski : Rodion Klimentov (voix : Victor Proskurin)
- 1979 : Zestoke godine
- 1979 : Ichtchi vetra...
- 1980 : Inatche nelzya
- 1981 : Rassledovaniye : Alexandre Lossev
- 1981 : Vassili et Vassilissa (Василий и Василиса) d'Irina Poplavskaïa : Vassili
- 1983 : Polossa vezeniya : (segment "Zolotye rybki")
- 1983 : Osobyy slutchay : (segment "Vek zhivi - vek lyubi")
- 1983 : Une gare pour deux (Vokzal dlya dvoîkh): Nikolacha
- 1984 : Odin i bez oruzhiya
- 1984 : [ez vidimykh pritchin
- 1985 : L'Invitée du futur (Гостья из будущего) de Pavel Arsenov : Krys, pirate de l'espace
- 1986 : Prodelki v starinnom dukhe
- 1987 : Khristiane]'
- 1987 : Pervaya vstretcha - poslednyaya vstrecha : l'ancien détective
- 1987 : Ona s metloy, on v tchyornoy chlyape
- 1987 : Razorvannyy krug
- 1989 : Piry Valtasara, ili notch so Stalinym
- 1990 : La Chasse royale (Царская охота) de Vitali Melnikov : Mikhaïl Koustov
- 1990 : Zdraviya zhelayu! ili Bechenyy dembel : le capitaine Bodrov
- 1991 : Memento mori
- 1991 : Le Cercle des intimes d'Andreï Kontchalovski : Kliment Vorochilov
- 1992 : Velikiy muravinyy put
- 1993 : Piekna nieznajoma : le traducteur
- 1994 : Riaba ma poule (Kourotchka Riaba) d'Andreï Kontchalovski : le père Nicodème
- 1997 : Le Tsarévitch Alexis (Царевич Алексей) de Vitali Melnikov : Fédoska

## Doublage
- 1973 : Le Garçon perdu (Sovsem propachtchiy) de Gueorgui Danielia : homme au port (voix originale Youri Tchernov)
- 1977 : Vassilissa-la-très-belle (Василиса Прекрасная, Vasilisssa Prekrasnaya) de Vladimir Pekar : Ivan (voix)
- 1980 : Voyage en Mer de Solnychkine (Мореплавание Солнышкина) d'Anatoli Petrov : Stiopa
- 1981 : Les Aventures de Vassia Kourolessov (Приключения Васи Куролесова ; Priklyutcheniya Vassi Kurolessova  de Vladimir Popov : Vassia (voix))
- 1983 : Coquillage (Ракушка) : Porc-épic
- 1984 : Passage souterrain (Подземный переход) : Blaireau
- 1986 : Le Bateau du Désert (Корабль пустыни) : Porc-épic
- 1991 : La Bande à Picsou : plusieurs personnages
- 1994 : Les Pages de l'Histoire de Russie. Premier récit. La terre des ancêtres (Страницы Российской истории. Рассказ первый : Земля предков) : Araignée
- 1996 : Les Rois et le Chou (Короли и капуста, Koroli i kapusta) : (voix)
- 1997 : Neznaïka sur la Lune (Незнайка на Луне, Neznaïka na Lune) : Grizzl (voix)
- 1997 : La Nuit avant Noël (Notch pered Rozhdestvom) : Deakon (voix)
- 1999 : Neznaïka sur la Lune 2 (Neznaïka na Lune 2) : Grizzl (voix)

## Prix et honneurs
- Artiste émérite de la RSFSR : 1989
- Artiste du peuple de la fédération de Russie : 1999